# Pjotr Iljics Klimuk
Pjotr Iljics Klimuk (orosz ábécé:  Пётр Ильич Климу́к; Komarovka, 1942. július 10.) belarusz nemzetiségű szovjet űrhajós.

## Életpálya
A Csernyigovi Katonai Repülő Főiskolán tanult, ahol 1964-ben végzett. 1964. december 9-től a Vescsevói légibázison állomásozó 57. vadászrepülő gárdaezrednél szolgált vadászpilótaként. 1965. október 23-tól részesült űrhajóskiképzésben. Összesen 78 napot, 18 órát és 17 percet töltött a világűrben, ebből 1 órát, 23 percet és 15 másodpercet töltött  külső ellenőrzéssel, szereléssel. 1982. március 3-án köszönt el az űrhajósok családjától. A Gagarin Űrhajósképző Központ parancsnokának politikai helyettese, 1991-től a Központ parancsnoka. 2003-ban ment nyugdíjba.

## Űrrepülések
- 1973-ban a Szojuz–13 parancsnoka volt. Fő feladatai az átalakított űrhajó berepülése, valamint különféle tudományos és népgazdasági megfigyelések, fényképezések voltak.
- 1975-ben a Szojuz–18 parancsnokaként két hónapot dolgozott a Szaljut–4 űrállomás fedélzetén.
- 1978-ban a Szojuz–30 fedélzetén a 3. Interkozmosz-program keretében a lengyel Mirosław Hermaszewski kutató-pilóta parancsnokaként a Szaljut–6 űrállomáson szolgált.

Bélyegen is megörökítették az űrrepülését.

### Tartalék személyzet
- Szojuz–12 tartalék parancsnok
- Szojuz–17 tartalék parancsnok

## Kitüntetések
Kétszer kapta meg a Szovjetunió Hőse kitüntetést, háromszor a Lenin-rendet.

## Írásai
Több könyv szerzője:
- A csillagok mellett
- Támadás a súlytalanság ellen
- Клімук П. Зоры – побач. Кніга аднаго палёту. Мн.: Маст. літ., 1977